# Cinedelic Records
La Cinedelic Records è un'etichetta discografica italiana fondata nel 2001.

## Storia
Cinedelic Records, fondata a Cattolica (RN) nel 2001 da Marco D'Ubaldo (Duba), è un'etichetta discografica indipendente e gruppo editoriale che iniziò operando nel campo delle colonne sonore italiane e musica di sonorizzazione, stampando dischi inediti di diversi maestri italiani fra cui Ennio Morricone, Piero Umiliani, Armando Trovajoli, Riz Ortolani, Nora Orlandi, Alessandro Alessandroni, Mario Nascimbene e Stelvio Cipriani.
Negli anni affiancherà all'attività di storicizzazione e rivalutazione di musiche da film altri stili, dal progressivo al funk, dal jazz all’elettronica fino alla sperimentazione, grazie anche alle due sub-label: la Mondo Groove Records (dal 2005), dedita al rare groove, Italo Disco, Funk, elettronica, e la Soave (dal 2016) dedita all'ambient, minimalismo, sperimentalismo e avanguardia.

## Discografia[1]

### 45 giri
| Numero di catalogo | Anno | Interprete                       | Titolo         |
| ------------------ | ---- | -------------------------------- | -------------- |
| CC771              | 2003 | Doktor Zoil                      | Habibi Twist   |
| CC772              | 2003 | MagnetiC4                        | Psycho sitar   |
| CC773              | 2003 | The Soul 69                      | The Soul 69    |
| CC774              | 2004 | Settebello unlimited             | O sole mio     |
| CC775              | 2004 | Sam Paglia / Frank Popp Ensemble | Stripper girl  |
| CC776              | 2004 | Doktor Zoil                      | Riviera boogie |
| CC777              | 2004 | MagnetiC4                        | Bowinda        |

### 33 giri
| Numero di catalogo | Anno | Interprete                               | Titolo                                                         |
| ------------------ | ---- | ---------------------------------------- | -------------------------------------------------------------- |
| CNLP 001           | 2001 | Armando Trovajoli                        | La matriarca (Colonna Sonora Originale)                        |
| CNLP 002           | 2001 | Armando Trovajoli                        | Il profeta (Colonna Sonora Originale)                          |
| CHLP 1001          | 2001 | Guido & Maurizio De Angelis              | Keoma / Il cacciatore di squali (Colonna Sonora Originale)     |
| CHLP 1002          | 2001 | Riz Ortolani                             | Così dolce... così perversa (Colonna Sonora Originale)         |
| CHLP 1003          | 2001 | Nora Orlandi                             | Lo strano vizio della signora Wardh (Colonna Sonora Originale) |
| CHLP 1004          | 2002 | Mario Nascimbene                         | Dick Smart 2.007 (Colonna Sonora Originale)                    |
| CN2LP14            | 2008 | Calibro 35                               | Calibro 35                                                     |
| CNPL801            | 2008 | Sandro Brugnolini                        | Overground                                                     |
| CNPL802            | 2008 | Psycheground Group                       | Psychedelic and underground music                              |
| CNJZ84             | 2009 | Gianni Basso Quartet                     | Jazz Al Centro Pirelli                                         |
| CNJZ85             | 2009 | Amedeo Tommasi                           | Blues For Miles Davis                                          |
| CNJZ86             | 2009 | Piero Umiliani                           | Una bella grinta (Colonna Sonora Originale)                    |
| CNJZ87             | 2009 | Gianni Ferrio – Gino Marinacci           | Lady Bossa Nova In Italy                                       |
| CNPD001            | 2009 | Roberto Pregadio & Romano Mussolini      | Kriminal Colonna Sonora Originale)                             |
| CNPD002            | 2009 | Roberto Pregadio & Romano Mussolini      | Satanik (Colonna Sonora Originale)                             |
| CNLP27             | 2013 | La Band del Brasiliano                   | Vol.1                                                          |
| CNLP14-1           | 2014 | Francesco Zampaglione, Andrea Moscianese | Tulpa - Perdizioni Mortali (Colonna Sonora Originale)          |
| CNPD003            | 2014 | Piero Umiliani                           | Il marchio di Kriminal (Colonna Sonora Originale)              |
| CNAY101            | 2015 | Egisto Macchi                            | Nucleo Centrale Investigativo                                  |
| CNAY102/3          | 2015 | Egisto Macchi                            | Il deserto                                                     |
| CNAY104/5          | 2015 | Narassa                                  | Viaggio Pop N. 1&2                                             |
| CNLP36             | 2015 | Sandro Brugnolini                        | L'Uomo dagli Occhiali a specchio                               |
| CNLP37             | 2015 | Giuliano Sorgini                         | Under Pompelmo                                                 |
| CNLP38             | 2015 | Patucchi, Cipriani, Rustichelli          | Metralleta Stein (Colonna Sonora Originale)                    |
| CNLP39             | 2015 | Tony Iglio                               | Drugstore                                                      |
| CNLP40             | 2015 | The Bid-On                               | Sorry Puppet                                                   |
| CNLP41             | 2015 | The Black                                | Fire Cream                                                     |
| CNPL803/2          | 2015 | Paolo Ferrara                            | Profondità                                                     |
| CN3LP101           | 2016 | Egisto Macchi                            | Biologia Animale E Vegetale                                    |
| CNAY111            | 2016 | Egisto Macchi                            | Messico                                                        |
| CNAY112            | 2016 | Egisto Macchi                            | Violenza                                                       |
| CNAY106/7/8        | 2016 | Egisto Macchi                            | Pittura Contemporanea / Pittura Moderna N.1&2                  |
| CNLM 701.2         | 2016 | D.H. Kimball                             | Atmosfere N. 1-2                                               |
| CNLP42             | 2016 | Rino De Filippi                          | Oriente Oggi                                                   |
| CNLP43             | 2016 | The Fine Machine                         | Habitat                                                        |
| CNLP44             | 2016 | Piero Umiliani                           | Effetti Musicali                                               |
| CNLP45             | 2016 | Mario Molino                             | Inside                                                         |
| CNLP46             | 2016 | Sharon "Mhati"                           | Chatam Fantasy                                                 |
| CNLP47             | 2016 | Stelvio Cipriani                         | Rhythmical Movement                                            |
| CNLP48             | 2016 | Giacomo Dell'Orso                        | A me stesso con simpatia                                       |
| CNLP49             | 2016 | Franco Chiari                            | Al Sint                                                        |
| CNLP50             | 2016 | Nora Orlandi                             | Il dolce corpo di Deborah                                      |
| CNLP51             | 2016 | The Physicians                           | The Physicians                                                 |
| CNLP52             | 2016 | Maria Teresa Luciani                     | Free Jazz                                                      |
| CNLP53             | 2016 | Junkfood + Enrico Gabrielli              | Italian Masters                                                |
| CNPL804            | 2016 | The Underground Set                      | War In The Night Before                                        |
| CNST701            | 2016 | Luis Enriquez                            | L'amica (Colonna Sonora Originale)                             |
| CNST702            | 2016 | Piero Piccioni                           | Musica Amore                                                   |
| CNST703            | 2016 | Stelvio Cipriani                         | Quel pomeriggio maledetto (Colonna Sonora Originale)           |
| CNST704            | 2016 | Ennio Morricone                          | Eat It (Colonna Sonora Originale)                              |
| CNLP55             | 2017 | La Band del Brasiliano                   | Vol.2                                                          |
| CNPL805            | 2017 | Ramasandiran Somusundaram                | Skinny Woman                                                   |
| CNPL806            | 2017 | Fourth Sensation                         | Fourth Sensation                                               |
| CNST706            | 2017 | Trans Europa Express                     | Il gatto dagli occhi di giada                                  |
| CNST707            | 2017 | Stelvio Cipriani                         | Ecologia del delitto (Colonna Sonora Originale)                |
| CNST708            | 2017 | Alessandro Alessandroni                  | La terrificante notte del demonio (Colonna Sonora Originale)   |
| CNTS1.2            | 2017 | Trees Speak                              | Trees Speak                                                    |
| CNMM01             | 2018 | Massimo Martellotta                      | One Man Sessions Volume 1                                      |
| CNMM02             | 2018 | Massimo Martellotta                      | One Man Sessions Volume 2                                      |
| CNMM03             | 2018 | Massimo Martellotta                      | One Man Sessions Volume 3                                      |
| CNMM04             | 2018 | Massimo Martellotta                      | One Man Sessions Volume 4                                      |
| CNMM05             | 2018 | Massimo Martellotta                      | One Man Sessions Volume 5                                      |
| CNST709            | 2018 | Piero Umiliani                           | Bollenti spiriti (Colonna Sonora Originale)                    |
| CNST710            | 2018 | Fred Bongusto                            | Conviene far bene l'amore (Colonna Sonora Originale)           |
| CNLP57             | 2019 | Others                                   | Geist                                                          |
| CNSV01             | 2020 | Luis Bacalov, Ennio Morricone            | Pitturamusica                                                  |
| CNSV02             | 2020 | Egisto Macchi                            | Sud E Magia                                                    |

### CD
| Numero di catalogo | Anno | Interprete                             | Titolo                                                     |
| ------------------ | ---- | -------------------------------------- | ---------------------------------------------------------- |
| CNCD2001           | 2002 | Vari                                   | Women In Lounge                                            |
| CNCD2002           | 2002 | Vari                                   | ...a tutto Beat                                            |
| CHCD0031           | 2003 | Sam Paglia                             | Killer chachacha                                           |
| CNCD2003           | 2004 | Vari                                   | Women In Lounge Volume 2                                   |
| CNCD2004           | 2004 | Doktor Zoil                            | Riviera Boogie                                             |
| CNCD2006           | 2005 | Daniele Baldelli                       | My Funky Side                                              |
| CNCD2007           | 2006 | Signor Wolf                            | Funk Exp                                                   |
| CNCD2009           | 2006 | Alessandro Scala                       | Bossa mossa                                                |
| TTSR060201         | 2006 | MagnetiC4                              | Nesse mundo                                                |
| CNCD2011           | 2007 | Bebo Best & The Super Lounge Orchestra | Sitar and Bossa                                            |
| ESC-CD001          | 2007 | Alessandro Alessandroni                | Sangue di sbirro (Colonna Sonora Originale)                |
| CNJZ20082          | 2008 | Oscar Rocchi                           | Jazz progression                                           |
| CNJZ20083          | 2008 | Latins80                               | Foglie gialle all'imbrunire                                |
| CNCD14             | 2008 | Calibro 35                             | Calibro 35                                                 |
| CNCD15             | 2008 | Vari                                   | The Diabolikal Super-Kriminal                              |
| CNCD19             | 2009 | JJ Vianello                            | Love rains on me                                           |
| CNCD20             | 2009 | MagnetiC4                              | Boa vida!                                                  |
| CNJZCD84           | 2009 | Gianni Basso Quartet                   | Jazz Al Centro Pirelli                                     |
| CNJZCD85           | 2009 | Amedeo Tommasi                         | Blues For Miles Davis                                      |
| CNJZCD86           | 2009 | Piero Umiliani                         | Una bella grinta (Colonna Sonora Originale)                |
| CNJZCD87           | 2009 | Gianni Ferrio – Gino Marinacci         | Lady Bossa Nova In Italy                                   |
| CNJZCD88           | 2009 | Santucci Scoppa Quartet                | Toward The Peace                                           |
| CNCD25             | 2011 | Vari                                   | Cinedelic Sound                                            |
| CNCD26             | 2011 | Guglielmo Pagnozzi & Voodoo Sound Club | Same                                                       |
| CNCD27             | 2013 | La Band del Brasiliano                 | Vol.1                                                      |
| CNCD28             | 2013 | Daniele Baldelli                       | Back To My Funky Side                                      |
| CNCD29             | 2013 | NicoNote Alphabe                       | Dream                                                      |
| CNCD31             | 2013 | Jazz à La Mode Trio                    | Less is more                                               |
| CNCD35             | 2014 | Many Loves Ska-Jazz                    | Dreamlike                                                  |
| CNCD39             | 2015 | Tony Iglio                             | Drugstore                                                  |
| CNAYCDBOX01        | 2016 | Egisto Macchi                          | Il Deserto / Pittura Contemporanea / Pittura Moderna N.1&2 |
| CNCDBOX101         | 2016 | Egisto Macchi                          | Biologia Animale E Vegetale                                |
| CNPLCD804          | 2016 | The Underground Set                    | War In The Night Before                                    |
| CNCD55             | 2017 | La Band del Brasiliano                 | Vol.2                                                      |

### Libri/CD
| Numero di catalogo | Anno | Interprete        | Titolo                            |
| ------------------ | ---- | ----------------- | --------------------------------- |
| AMK5001            | 2005 | Daniele Baldelli  | Baia Degli Angeli 1977-1978 Vol.1 |
| AMK5002            | 2005 | Vari              | Diva Italiana                     |
| AMK5003            | 2006 | Vari              | Rock Progressivo Italiano         |
| AMK5004            | 2005 | Ennio Morricone   | Morricone Bossa                   |
| AMK5006            | 2005 | Ennio Morricone   | Morricone Western                 |
| AMK5008            | 2007 | Ennio Morricone   | Morricone Awards                  |
| AMK5009            | 2007 | Daniele Baldelli  | Cosmic - The Original             |
| AMK5010            | 2007 | Vari              | Attori a mano armata              |
| AMK5012            | 2007 | Armando Trovajoli | Armando Trovajoli                 |
| AMK5013            | 2007 | Daniele Baldelli  | Baia Degli Angeli 1977-1978 Vol.2 |
| AMK5016            | 2007 | Vari              | Commedia sexy all'italiana        |
| AMK5017            | 2007 | Vari              | Tomas Milian                      |
| 5501               | 2007 | Vari              | Pier Paolo Pasolini               |
| 5502               | 2007 | Vari              | Mario Monicelli                   |
| 5503               | 2007 | Vari              | Dario Argento                     |
| 5504               | 2007 | Vari              | Bernardo Bertolucci               |
| AMK5018            | 2008 | Brigitte Bardot   | B.B.                              |
| AMK14003           | 2008 | Carlo Verri       | Jazz From A To Z                  |

### SOAVE (Sub-label)
| Numero di catalogo | Anno | Interprete                               | Titolo                                                 |
| ------------------ | ---- | ---------------------------------------- | ------------------------------------------------------ |
| SV01               | 2017 | Giusto Pio                               | Motore Immobile                                        |
| SV02               | 2017 | Wolf Vostell                             | Dé-coll/age Musik                                      |
| SV03/04            | 2017 | Roberto Musci                            | The Loa Of Music (The Complete Sessions)               |
| SV05               | 2017 | Riccardo Sinigaglia                      | Riflessi                                               |
| SV06               | 2017 | Arturo Stalteri                          | ...E Il Pavone Parlò Alla Luna                         |
| SV07               | 2017 | Giovanni Venosta                         | Olympic Signals                                        |
| SV08               | 2017 | Roberto Mazza                            | Scoprire Le Orme                                       |
| SV09               | 2017 | O.A.S.I.                                 | Il Cavaliere Azzurro                                   |
| SV10               | 2018 | Tiziano Popoli, Marco Dalpane            | Scorie                                                 |
| SV11               | 2018 | Roberto Musci, Giovanni Venosta          | Urban And Tribal Portraits                             |
| SV12               | 2018 | Pier Luigi Andreoni & Francesco Paladino | Aeolyca                                                |
| SV13/14            | 2018 | Electronic Modular Orchestra             | Electronic Modular Orchestra                           |
| SV15               | 2018 | Bebo Baldan                              | Vapor Frames 86/91                                     |
| SV16               | 2018 | Riccardo Sinigaglia, Maurizio Abate      | Dialoghi Nel Vuoto                                     |
| SV17/18            | 2018 | Daniel Bacalov                           | 1984/5 Il Ladro Di Anime - Diario Segreto Contraffatto |
| SV19/20            | 2018 | Musci - Venosta                          | A Noise, A Sound                                       |
| SV21               | 2018 | Piero Milesi, Daniel Bacalov             | La Camera Astratta                                     |
| SV22               | 2019 | Riccardo Sinigaglia                      | Ambient Music                                          |
| SV23               | 2019 | Harmograph                               | Ambienti Elettroacustici                               |
| CNSV01             | 2020 | Luis Bacalov, Ennio Morricone            | Pitturamusica                                          |
| CNSV02             | 2020 | Egisto Macchi                            | Sud E Magia                                            |
| SV24               | 2020 | Marco Dalpane                            | Le Città Invisibili (Le Città e i Morti)               |
| SV25               | 2020 | Musci, Venosta, Mariani                  | Losing The Orthodox Path                               |
| SV26               | 2020 | Arturo Stàlteri                          | From Ajanta To Lhasa                                   |